# Checheng (socken i Kina)
Checheng (kinesiska: 车城, 车城乡) är en socken i Kina. Den ligger i provinsen Shanxi, i den norra delen av landet, omkring 250 kilometer sydväst om provinshuvudstaden Taiyuan. Antalet invånare är 7 964. Befolkningen består av 3 743 kvinnor och 4 221 män. Barn under 15 år utgör 16,0 %, vuxna 15-64 år 75 %, och äldre över 65 år 7,0 %.
Genomsnittlig årsnederbörd är 723 millimeter. Den regnigaste månaden är juli, med i genomsnitt 213 mm nederbörd, och den torraste är december, med 2 mm nederbörd.